# Caridina opaensis
Caridina opaensis е вид десетоного от семейство Atyidae.

## Разпространение
Видът е разпространен в Индонезия (Сулавеси).